# Les Deux Crocodiles
Pour plus de détails, voir Fiche technique et Distribution.
Les Deux Crocodiles est un film français de Joël Séria sorti en 1987.

## Synopsis
Dans le train, René Boutancard, chauffeur de taxi et tenancier d'un cabaret de striptease sympathise avec Emile Rivereau, un "marchand de couleurs" de Saumur en qui il voit un pigeon potentiel et lui laisse sa carte. Emile se rend dans une maison de retraite pour saluer sa mère, mais celle-ci est inabordable et ingérable. Il retourne alors en ville mais ne sait où dormir, tous les hôtels affichant complet. En désespoir de cause, il se rend à l'adresse donnée par René, et il est à la fois surpris et amusé de se retrouver dans un cabaret de strip-tease. René le loge, lui présente sa femme et demande à l'une des filles de la boite d'être "très gentille avec lui". Le lendemain alors qu'il annonce vouloir visiter la région et retrouver des amis d'enfance, René lui propose de lui servir de chauffeur. Rendant visite à un vieil ami, Emile apprend qu'il est mort. On lui présente alors sa famille, des gens très bizarres, dont Félicité, une femme mature qui se souvient de lui et l’entraîne dans sa chambre pour coucher avec lui pendant que son mari est aux champs. Mais le mari revient et Emile s'enfuit par la fenêtre. Après avoir erré sur la route, Emile est récupéré par René. Ils se rendent à l'hôpital, la femme de René ayant eu une attaque. 
Au cabaret, pendant qu'Emile prend du bon temps, deux malfrats reconnaissent en René un ancien truand en cavale et décident d'en avertir leur chef. Alors qu'Emile et René sont sur la route, les deux malfrats et leur chef leur coupent la route, les forcent à monter dans leur véhicule et se livrent à un chantage. La naïveté d'Emile provoque leur hilarité et René en profite pour les désarmer. René confie alors son passé à Emile et l'informe qu'il est ruiné. Ce dernier lui propose de l'aider. René le conduit alors chez un trafiquant de lingots qui coupe de l'or avec de piètres métaux. Emile est d'accord pour y investir sa propre fortune. On apprend ensuite que la mère d'Emile s'est échappé de l'hospice. Emile et René tentent de la rattraper mais les gangsters revenus à quatre l'enlèvent, poursuivis par nos deux compères. Cependant, les bandits incommodés par l'odeur de la vieille femme la jettent violemment sur la route où elle se casse le bras. Emile et René en quête d'un docteur ne trouvent qu'un vétérinaire en couple avec une nymphomane à demi-folle, et ils s'enfuient et ramènent la grand-mère à Saumur. ILs sen rendent ensuite au domicile d'Emile, qui à cette occasion apprend à René qu'il habite avec sa cousine. Voulant récupérer le trésor, ils ne le trouvent pas. La cousine fait un chantage au mariage à Emile, et celui-ci s'y soumet afin de récupérer le magot. De retour au cabaret, René apprend que sa femme est décédée. Après les obsèques, la vie reprend difficilement son cours. En voiture, Emile et René s'arrêtent sur une plage, vont se baigner puis s'enlacent tendrement.

## Fiche technique
- Réalisation et scénario : Joël Séria
- Production : Sara Films et Canal +
- Distribution : Sara Distribution - C.D.F
- Production : Alain Sarde
- Production déléguée : Christine Gozlan
- Production exécutive : Louis Grau
- Musique : Philippe Sarde
- Costumes : Olga Berluti
- Photographie : Jean-Yves Le Mener
- Décors : Annie Sénéchal
- Son : Gérard Barra et William Flageollet, assisté de Stéphane Kah, Alain Lévy et Jérôme Lévy
- Montage : Claudine Bouché
- Cascades : Roland Neunreuther et André Vial
- Année : 1987
- Durée : 85 minutes
- Genre : comédie
- Pays :  France
- Sortie en salles en France : 14 octobre 1987
- Visa d'exploitation : 65.004

## Distribution
- Jean-Pierre Marielle : René Boutancard, chauffeur de taxi et gérant d'une boîte de nuit de strip-tease
- Jean Carmet : Émile Rivereau, petit commerçant quincailler célibataire en voyage en Bretagne
- Catherine Lachens : Gréta, la femme du vétérinaire
- Annie Savarin : Suzanne, la cousine amoureuse d’Émile
- Dora Doll : Félicité, une ancienne relation d’Émile
- Jean-Paul Muel : Charlie gueule-en-biais, le chef de la bande
- Jean-Paul Farré : le vétérinaire rebouteux
- Julien Guiomar : Julien Derouineau, l'ancien des colonies, faiseur d'or
- Marie-Christine Adam : Dorothée, la bourgeoise
- Germaine Delbat : la mère d’Émile
- Nathalie Poupon : Pussy
- Christine Pignet : la bru de Félicité
- Francis Macquet : Joseph, le gendre
- René Loyon : le prêtre
- Jacques Rousselot : M. Martino, le directeur de l'agence
- André Lacombe : le barman du night-club
- Pierre Forget : le fermier
- Annie Mercier : la fermière
- Catherine Falgayrac : la belle blonde du train
- Carole Fredericks : Mamoudou, la femme de Julien Derouineau

## Commentaires
- La musique originale du film, composée par Philippe Sarde, est une reprise de celle du film Que les gros salaires lèvent le doigt !, composée par le même auteur.
- Déjà formé en 1977 dans Plus ça va, moins ça va de Michel Vianey, le duo Marielle - Carmet fut de nouveau réuni en 1989 par Jean-Daniel Verhaeghe dans son adaptation télévisée de Bouvard et Pécuchet.
- À 57:00 dans le film, on voit au fond de la pièce, à gauche de Catherine Lachens, un grand tableau circulaire représentant un incube portant une jeune fille endormie. Ce tableau, de valeur artistique douteuse, est exactement le même que dans le film Le cave se rebiffe de Gilles Grangier (1961), à 34:00, et sujet de discussion entre Bernard Blier et Jean Gabin.